# Lola Töpke
Edith Leonore Caroline Töpke (* 4. Juli 1891 in Leopoldshall; † 3. Januar 1945 im KZ Stutthof) war eine deutsche Bildhauerin.

## Leben

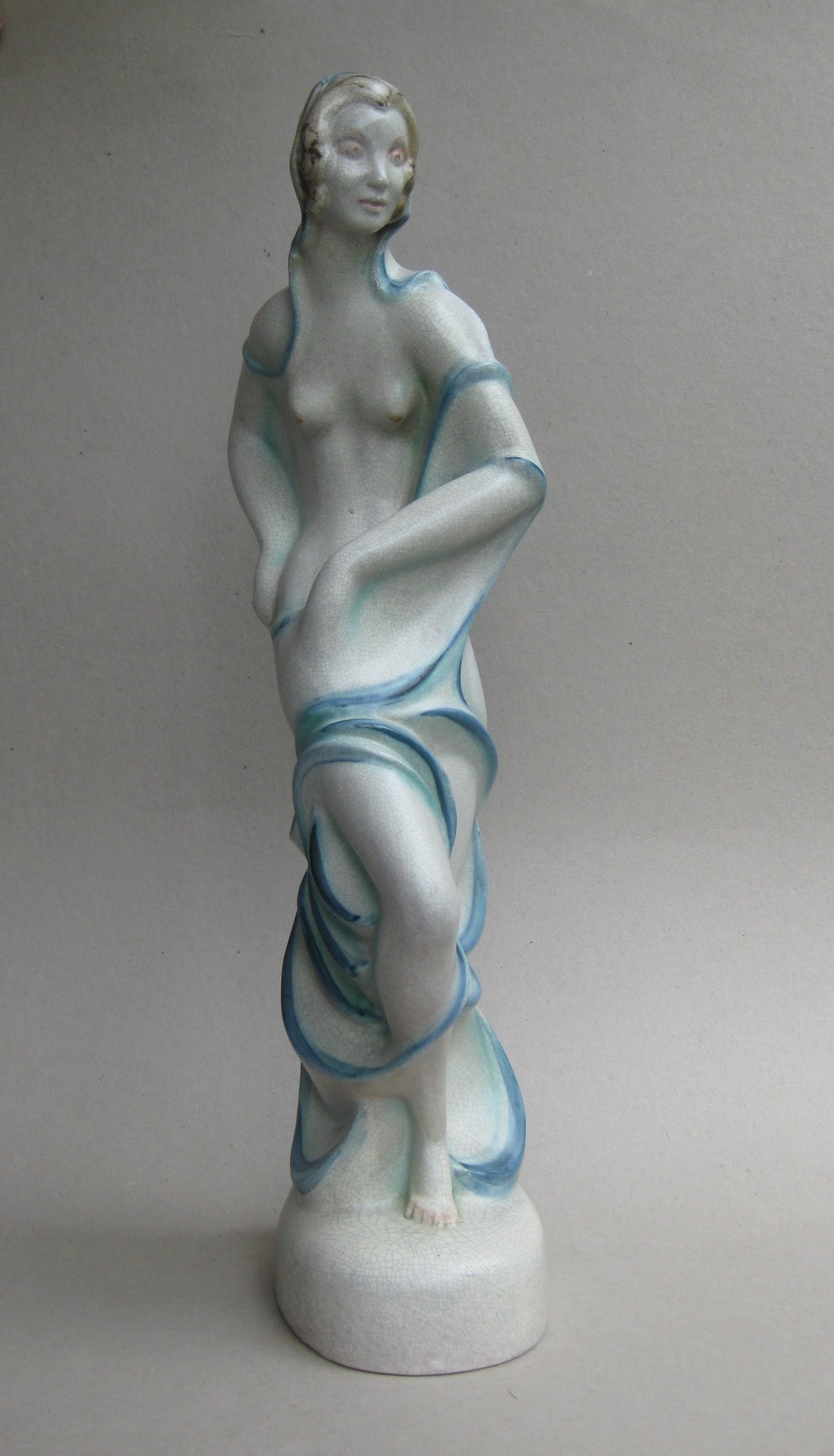
Kieler Kunst-Keramik AG, Tänzerin, 1928, Höhe: 54 cm, Entwurf: Lola Töpke

Lola Töpke war die älteste Tochter des Juristen Georg Simon. Ihre Mutter Anna Marie, geborene Seckel, schrieb Romane. Die Kindheit verbrachte sie mit zwei Geschwistern in Staßfurt, Nordhausen und Halle an der Saale. 1897 konvertierten die Familienmitglieder vom jüdischen zum evangelischen Glauben. Lola Töpke besuchte in Jena das Internat von Johannes Trüper, der ihre künstlerische Begabung erkannte und förderte. Danach lernte sie Bildhauerei an der Kunstgewerbeschule in Halle. Der seinerzeit hoch angesehene Richard Engelmann nahm sie 1911 in seine Meisterklasse auf. 1913 wechselte sie mit ihrem Lehrer an die Kunsthochschule Weimar.
Während des Ersten Weltkriegs arbeitete Töpke als Hilfsschwester für das Rote Kreuz in Ostpreußen. 1919 setzte sie ihr Studium an der neu gegründeten Bauhaus-Universität Weimar fort. 1921 heiratete sie einen Mann, der vermutlich Hermann Töpke hieß. Ihr Gatte stammte aus Guatemala und hatte einen deutschen Vater. Da ihr Ehemann nach Mittelamerika übersiedeln und dort den Familienbesitz erweitern wollte, ließ sich das Ehepaar 1923 scheiden.
1925 verlegte das Weimarer Bauhaus seinen Sitz nach Dessau. Lola Töpke ließ sich daraufhin in Hamburg nieder, wo ihre Mutter und die Schwester Ellen lebten. Töpke eröffnete in Wandsbek ein eigenes Atelier und erhielt Unterricht an der dortigen Landeskunstschule bei Johann Michael Bossard. Als Auftragsarbeiten erstellte sie zu dieser Zeit Porträts von Kindern. Töpke war mit den Eltern von Wolfgang Borchert bekannt und lehrte Hertha Borchert Töpfern. Sie kannte auch den Kunstkritiker Harry Reuss-Löwenstein, von dem sie eine Büste erstellte. In ihrem 1927 bezogenen Atelier im Mittelhaus an der Breiten Straße 14 in Hamburg arbeitete sie immer donnerstags gemeinsam mit den befreundeten Künstlern Emma Gold-Blau, Jürgen Bock, Lou Amerding und Gert Grube. Die von ihr geschaffenen Werke haben raue Oberflächen, die Bezüge zu Auguste Rodin und Ernst Barlach erkennen lassen. Töpke gehörte der Hamburgischen Künstlerschaft an und stellte von 1928 bis 1932 Ton- und Gipsplastiken bei Veranstaltungen der Hamburgischen Sezession, des Hamburger Kunstvereins und der Hamburger Kunsthalle aus. Diese Werke befinden sich heute zumeist in Privatbesitz. Für die Kieler Kunst-Keramik AG schuf sie 1928 die ausdrucksstarke Plastik „Tänzerin“. 1991/92 zeigte das Museum für Hamburgische Geschichte im Rahmen der Ausstellung 400 Jahre Juden in Hamburg Töpkes Arbeiten.

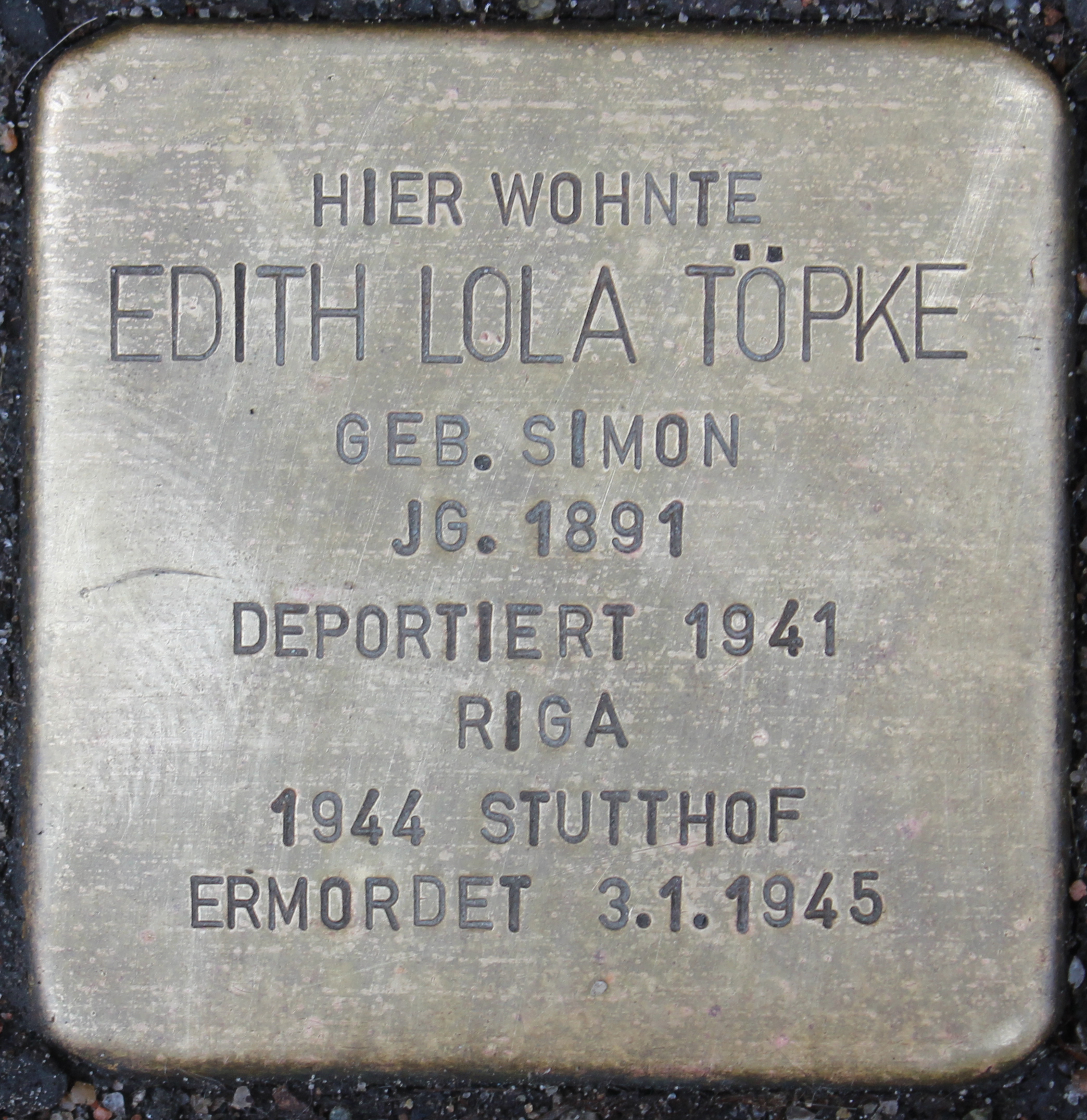
Stolperstein für Lola Töpke

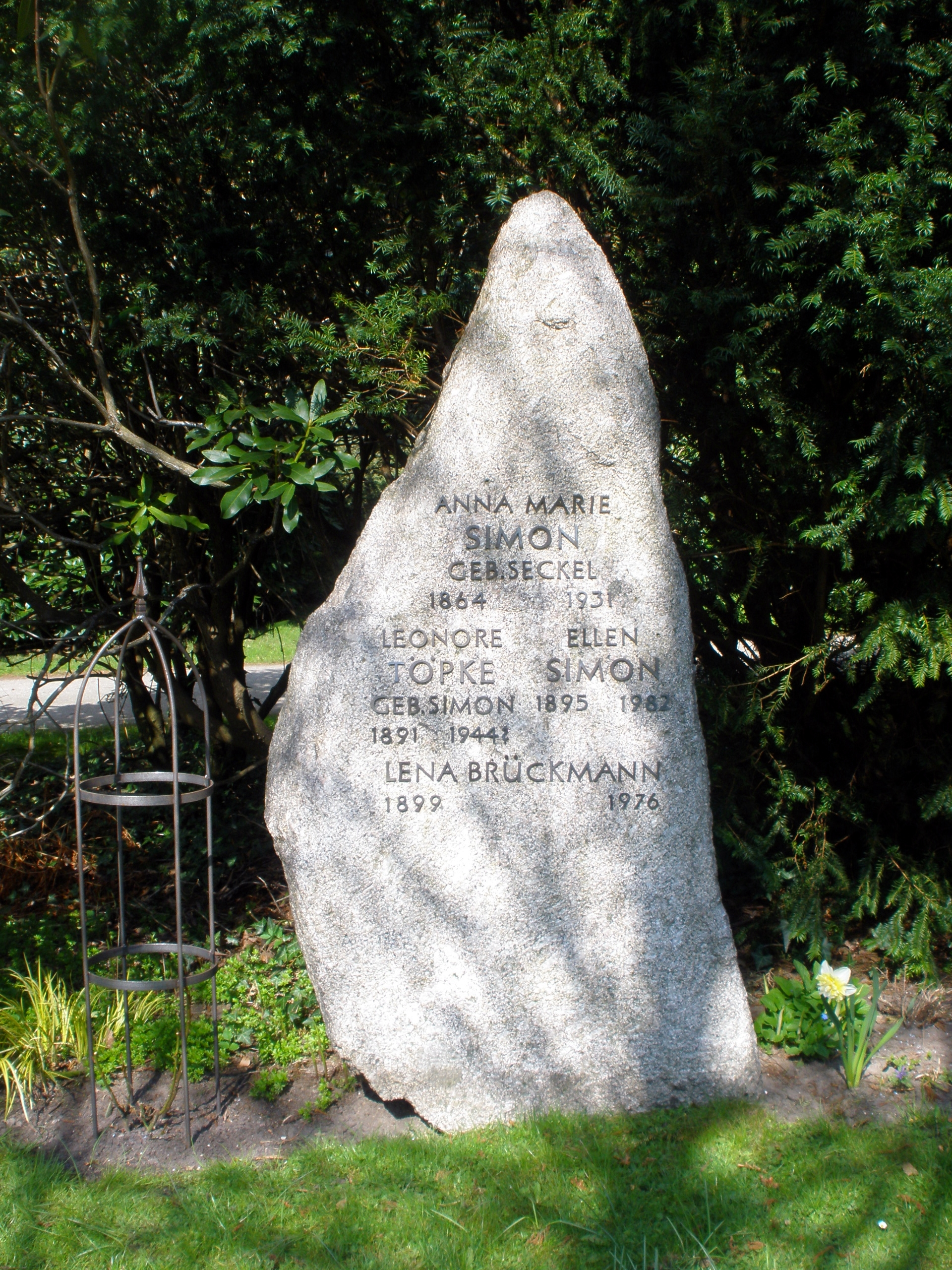
Grabstein im Garten der Frauen auf dem Friedhof Ohlsdorf

Nach der Machtübernahme durch die Nationalsozialisten galt Töpke trotz ihrer christlichen Taufe aufgrund der Nürnberger Gesetze als Jüdin. Die Hamburgische Künstlerschaft hatte sie bereits am 25. April 1933 verlassen müssen. Eine Beteiligung an Ausstellungen war ihr seitdem verboten. 1934 zog sie in eine Wohnung im vierten Stock in der Lübecker Straße 82, die heute bei Hausnummer 78 a zu finden ist. Nachdem sie eine „Negerbüste“ angefertigt hatte, mit der sie den Rassismus der Nationalsozialisten kritisieren wollte, musste sie 1937 die Reichskammer der bildenden Künste verlassen. Danach arbeitete sie für einige Zeit bei einem Steinmetz. Ihre zwischenzeitlich nach London ausgewanderte Schwester und nichtjüdische Freunde halfen Töpke durch den Ankauf ihrer Kunstwerke. Außerdem boten sie ihr an, mit ihren Kindern zu basteln und töpfern.
Am 6. Dezember 1941 musste Töpke Hamburg verlassen. Ein Zug deportierte sie vom Bahnhof Sternschanze in das Ghetto Riga. Am 1. Oktober 1944 erreichte sie mit einem sogenannten Evakuierungstransport das KZ Stutthof. Hier starb sie aufgrund körperlicher Schwäche am 3. Januar 1945.
In der Lübecker Straße 78 a erinnert ein Stolperstein an die Künstlerin.
Lola Töpkes Grabstein steht im Garten der Frauen auf dem Ohlsdorfer Friedhof in Hamburg, darauf sind ebenfalls die Namen von Anna Marie Simon (Mutter), Ellen Simon (Schwester) sowie Lena Brückmann (Cousine) angegeben.